# Mississippi-Alligator

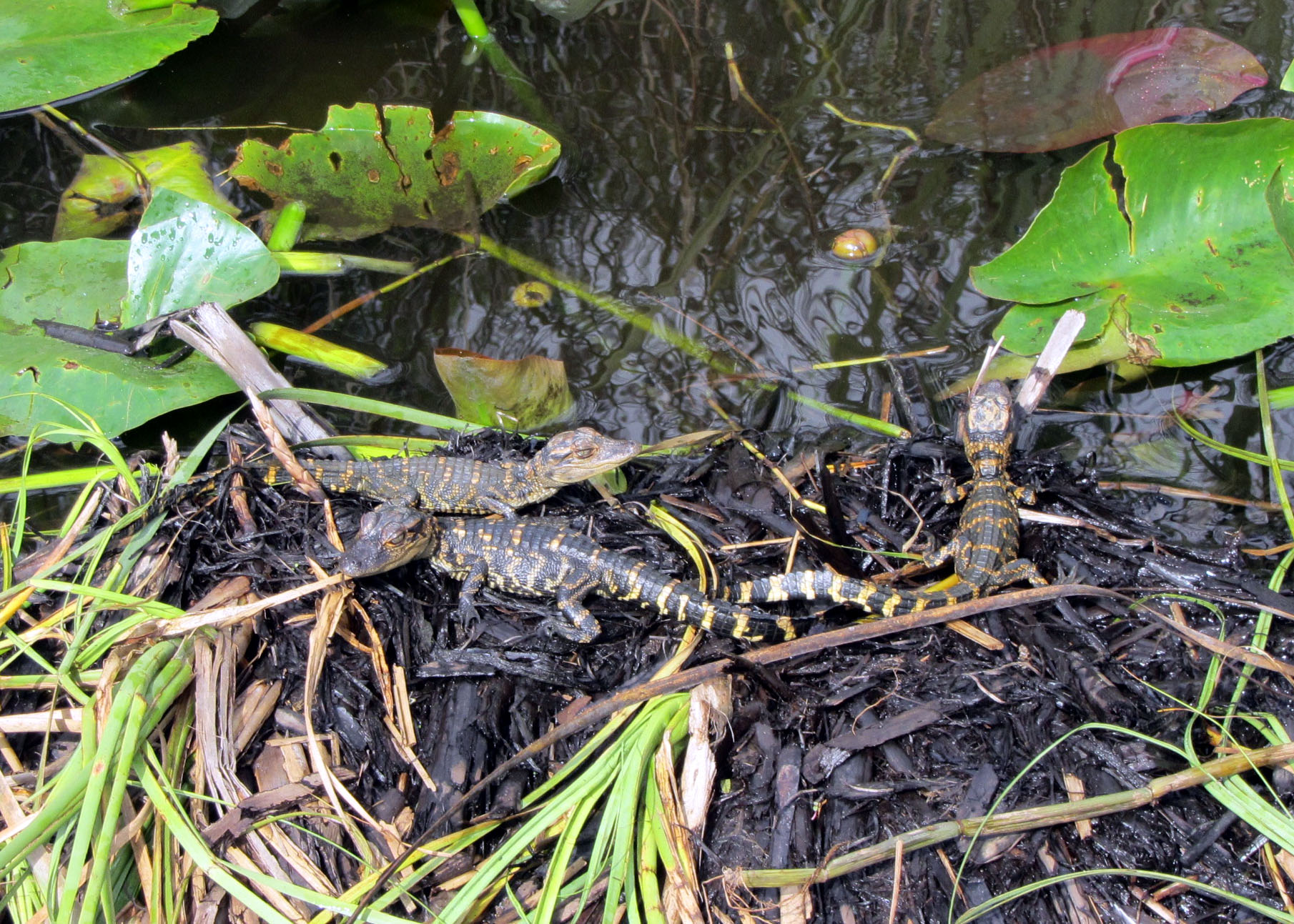
Junge Mississippi-Alligatoren

Der Mississippi-Alligator (Alligator mississippiensis), auch Hechtalligator genannt, ist ein im Südosten der USA lebender Alligator.

## Verbreitung

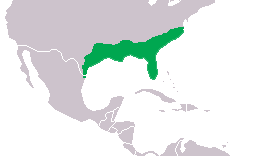
Verbreitung

Der Mississippi-Alligator kommt in den Bundesstaaten North Carolina, South Carolina,  Georgia, Florida, Alabama, Mississippi, Louisiana, Arkansas, Oklahoma und Texas vor, wo er meist langsam fließende Süßwasserflüsse, Sümpfe, Marschland und Seen bewohnt. Jedoch gab es auch schon Sichtungen in Memphis, Tennessee.
In Florida kommt der Mississippi-Alligator unter anderem im Everglades-Nationalpark vor.

## Äußere Merkmale
Der Mississippi-Alligator kann maximal sechs Meter lang werden, weist jedoch meist nur eine Länge von dreieinhalb bis vier Metern auf. Die Schnauze der Tiere ist breit, flach und vorn stumpf abgerundet. Die Färbung ist dunkel, fast schwarz, die Jungtiere haben gelbliche Querbänder. Die Bauchseite ist dunkel, kann aber auch hell sein.

## Ernährung
Das Nahrungsspektrum der Alligatoren ist sehr groß und umfasst Fische, Vögel, Schildkröten, Schnecken und Säugetiere. Jungtiere, für die größere Beute noch ungeeignet ist, vertilgen Insekten,  Spinnen, Larven, Weichtiere und Würmer. Ausgewachsene Exemplare erbeuten sogar Tiere von der Größe eines Schafes oder Wildschweins. Auch kleinere Artgenossen sind nicht vor ihnen sicher. Angriffe auf Menschen sind jedoch eher selten, da Alligatoren Menschen scheuen.

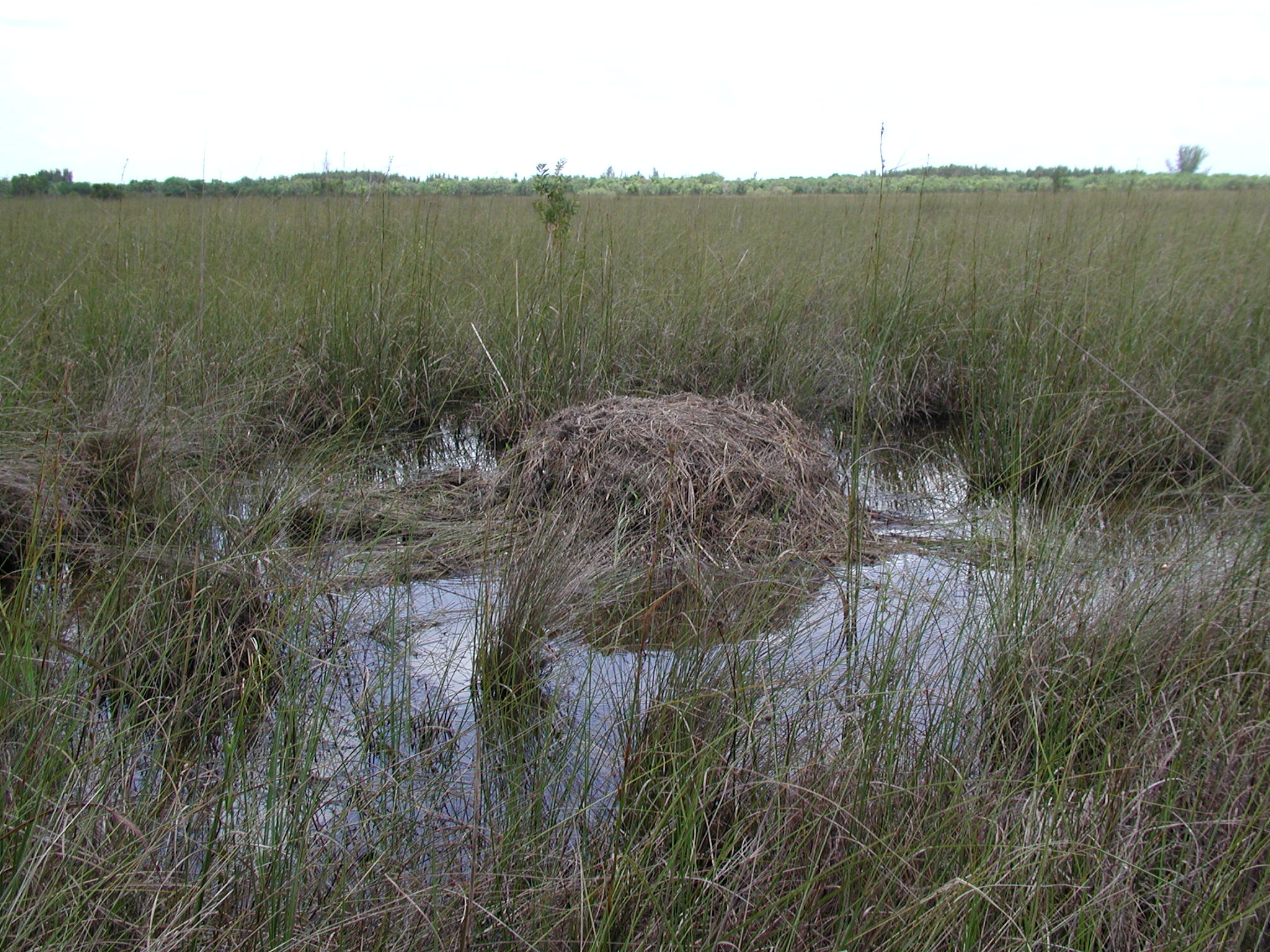
Alligatornest

## Fortpflanzung

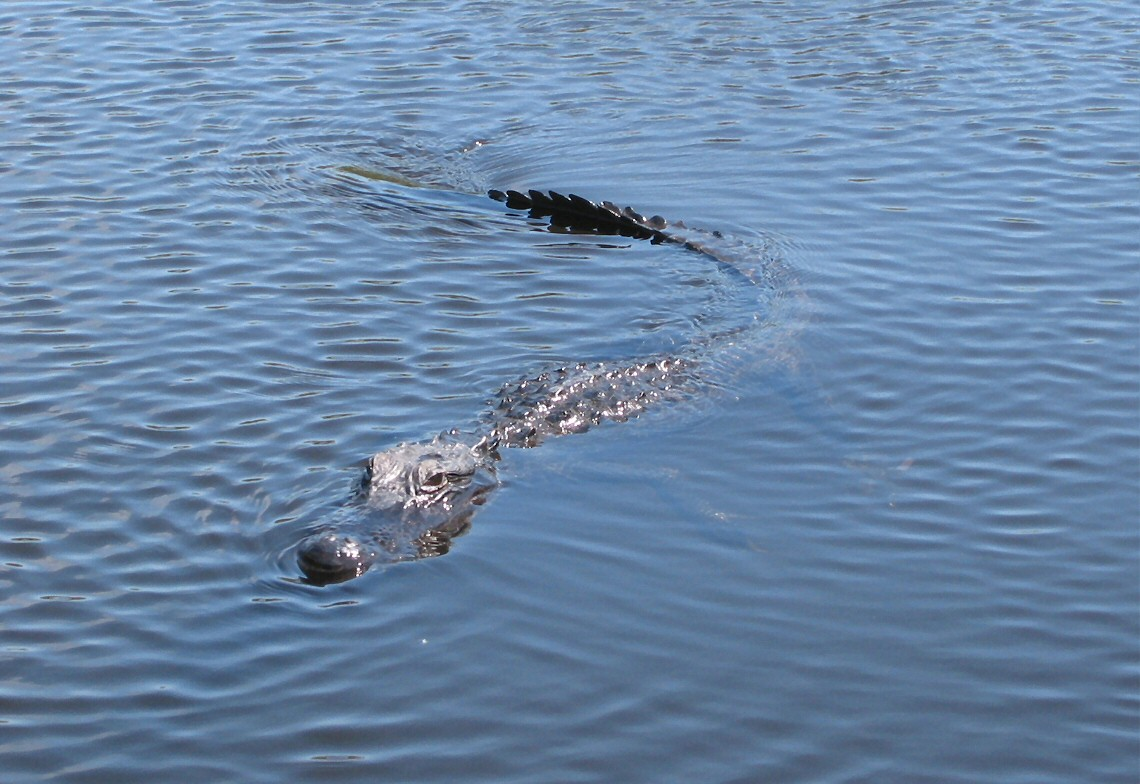
Schwimmender Mississippi-Alligator

Die Paarungszeit des Mississippi-Alligators beginnt im Frühjahr. Die Männchen erzeugen in dieser Zeit tiefe Bellgeräusche, um die Weibchen anzulocken und ihre Konkurrenten auf Distanz zu halten. Sie verfügen jedoch über keine Stimmbänder, sondern erzeugen die Geräusche mit ihrer Lunge. Das Weibchen errichtet in Wassernähe ein Nest aus pflanzlichem Material. Dort legt es bis zu 50 Eier ab, welche durch die Wärme der verrottenden Pflanzen ausgebrütet werden. Dabei hängt es von der Bruttemperatur ab, welches Geschlecht die Jungtiere haben werden. Das Weibchen beschützt sein Gelege bis zum Schlupf der Jungtiere, welche es ausgräbt und in seinem Maul zum Wasser trägt. Die gelbgestreiften Jungtiere ernähren sich zunächst noch von ihrem Dottersack und bleiben etwa fünf Monate in der Nähe ihrer Mutter, ehe sie ein eigenständiges Leben beginnen. Diese beschützt sie auch vor ihren zahlreichen Feinden wie Waschbären, Reihern und den eigenen Artgenossen.

## Mensch und Mississippi-Alligatoren

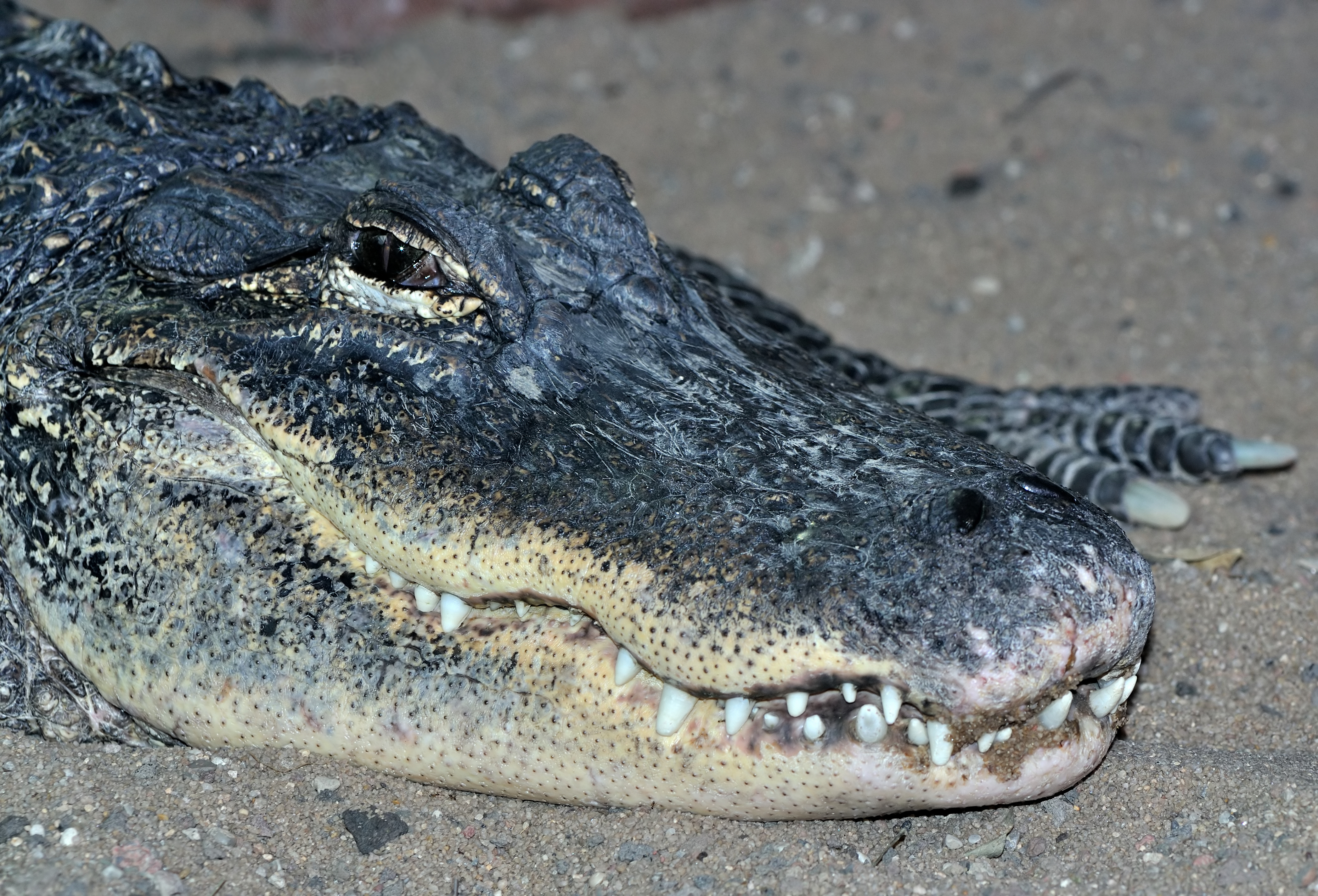
Mississippi-Alligator im Tierpark Hellabrunn

Es gibt nicht viele Hinweise auf den Umgang der Ureinwohner mit den Alligatoren. Lediglich eine Radierung von Theodore de Bryce Le Moin aus dem Jahr 1565 zeigt Ureinwohner aus dem heutigen Florida, die Alligatoren mit langen Spießen jagen. Erst in den letzten Jahrhunderten wurden die Krokodile ihrer Häute und ihres Fleisches wegen intensiv bejagt. Die ersten Erwähnungen zur Nutzung von Krokodilhäuten stammen aus dem Ende des 18. Jahrhunderts. Eine kommerzielle Jagd setzte mit dem Sezessionskrieg 1861 bis 1865 ein. Die Nachfrage nach Produkten aus Krokodilleder, besonders nach Schuhen, Gürteln und Taschen stieg in dieser Zeit deutlich an. Auch der Fang von Jungalligatoren und deren Verkauf – lebend oder präpariert – war sehr lukrativ. Um etwa 1900 brachen die Bestände des Mississippi-Alligators aufgrund der starken Bejagung zusammen, und die Krokodiljagd verlagerte sich nach Mittel- und Südamerika. Laut IUCN gilt die Art mittlerweile wieder als ungefährdet. Nach dem BNatSchG ist der Mississippi-Alligator allerdings seit dem 31. August 1980 besonders geschützt. Die Einfuhr lebender oder toter Tiere in die Europäische Union bedarf der Genehmigung ebenso wie die Einfuhr von Waren, die aus Teilen des Mississippi-Alligators hergestellt wurden.
Die Haltung von Alligatoren als Terrarientiere ist aufgrund der Größe und Unberechenbarkeit der Tiere vergleichsweise schwierig. In Tiergärten sind Mississippi-Alligatoren jedoch recht häufig zu finden.
Für Menschen können Alligatoren zur Gefahr werden, wenn sie sich an Flüssen aufhalten oder mit kleinen Motorbooten auf dem Fluss bewegen, da der Motorenlärm die Angriffslust verstärken kann. CrocBITE, die weltweite Datenbank für Krokodilangriffe der Charles Darwin University, registrierte seit 1969 (Stand: Juli 2019) 243 Attacken durch Mississippi-Alligatoren auf Menschen, 37 davon endeten für das Opfer tödlich.

## Besonderheiten
Alligatoren und Kaimane vertragen Kälte viel besser als echte Krokodile. So kann der Mississippi-Alligator in einer Kältestarre über zwei bis drei Monate selbst Minusgrade überleben, ohne sich einzugraben. Dabei liegt er im Flachwasserbereich, sodass nur seine Schnauzenspitze aus der Wasseroberfläche herausragt. Gefriert das Gewässer, bleibt durch dieses selbstgeschaffene Atemloch eine Möglichkeit zu atmen.
Mississippi-Alligatoren verfügen, wie andere Vertreter der Crocodylia auch, über ein ausgeprägtes Kommunikationssystem, da ihnen eine Vielzahl verschiedener Laute zur Verfügung stehen. Der Paarungsruf („bellow“) des Mississippi-Alligators kann eine Lautstärke von 91–94 Dezibel an Land und 121–125 Dezibel unter Wasser erreichen, wobei die Formanten des Rufes Hinweise auf die Größe des Tieres liefern.
Für den Mississippi-Alligator wurden 1984 Hinweise auf einen Magnetsinn publiziert.